# ルースの選択公理
確率論において、ダンカン・ルースによって定式化されたルースの選択公理 (Luce's choice axiom) とは、多くのアイテムのプールから、あるアイテムを別のアイテムよりも選択する確率は、プール内の他のアイテムの有無に影響されないというものである。 

## 概要
数学的には、j 個のアイテムの中からアイテム i を選択する確率は次式で与えられる。
{\displaystyle P(i)={\frac {w_{i}}{\sum _{j}{w_{j}}}}}
ここで、w はアイテム毎の重みを示す。
この関数はソフトマックス関数と呼ばれ、広く用いられる。